# Martin Gamboš
Martin Gamboš (Žilina, 23 gennaio 1998) è un calciatore slovacco, centrocampista del Noah.

## Caratteristiche tecniche
È un centrocampista offensivo.

## Carriera

### Club
Cresciuto nel settore giovanile del Monaco 1860, nel 2017 ha giocato un incontro di Regionalliga prima di fare ritorno in patria nel gennaio seguente, allo Žilina. Ha debuttato con la prima squadra del club slovacco il 4 agosto 2018 in occasione dell'incontro di Superliga perso 3-1 contro il Ružomberok.

### Nazionale
Ha giocato nella nazionale slovacca Under-21.

## Palmarès

### Club

#### Competizioni nazionali
- Campionato armeno: 1

Noah: 2024-2025
- Coppa d'Armenia: 1

Noah: 2024-2025